# Іван Сунара
Іван Сунара (27 березня 1959) — хорватський баскетболіст.
Бронзовий призер Олімпійських Ігор 1984 року.
Бронзовий призер Юнацького чемпіонату Європи (U-18) 1978 року.